# Сільнічка
Сільнічка (пол. Silniczka) — село в Польщі, у гміні Житно Радомщанського повіту Лодзинського воєводства.
Населення — 374 особи (2011).
У 1975-1998 роках село належало до Ченстоховського воєводства.

## Демографія
Демографічна структура станом на 31 березня 2011 року:
|          | Загалом | Допрацездатний вік | Працездатний вік | Постпрацездатний вік |
| -------- | ------- | ------------------ | ---------------- | -------------------- |
| Чоловіки | 191     | 33                 | 129              | 29                   |
| Жінки    | 183     | 29                 | 101              | 53                   |
| Разом    | 374     | 62                 | 230              | 82                   |